# Reicheella
Reicheella é um género botânico pertencente à família Caryophyllaceae.

## Espécies
Reicheella andicola Pax in Engl. & Prantl
1. ↑  «Reicheella — World Flora Online». www.worldfloraonline.org. Consultado em 19 de agosto de 2020